# Rotger Korff gen. Schmising

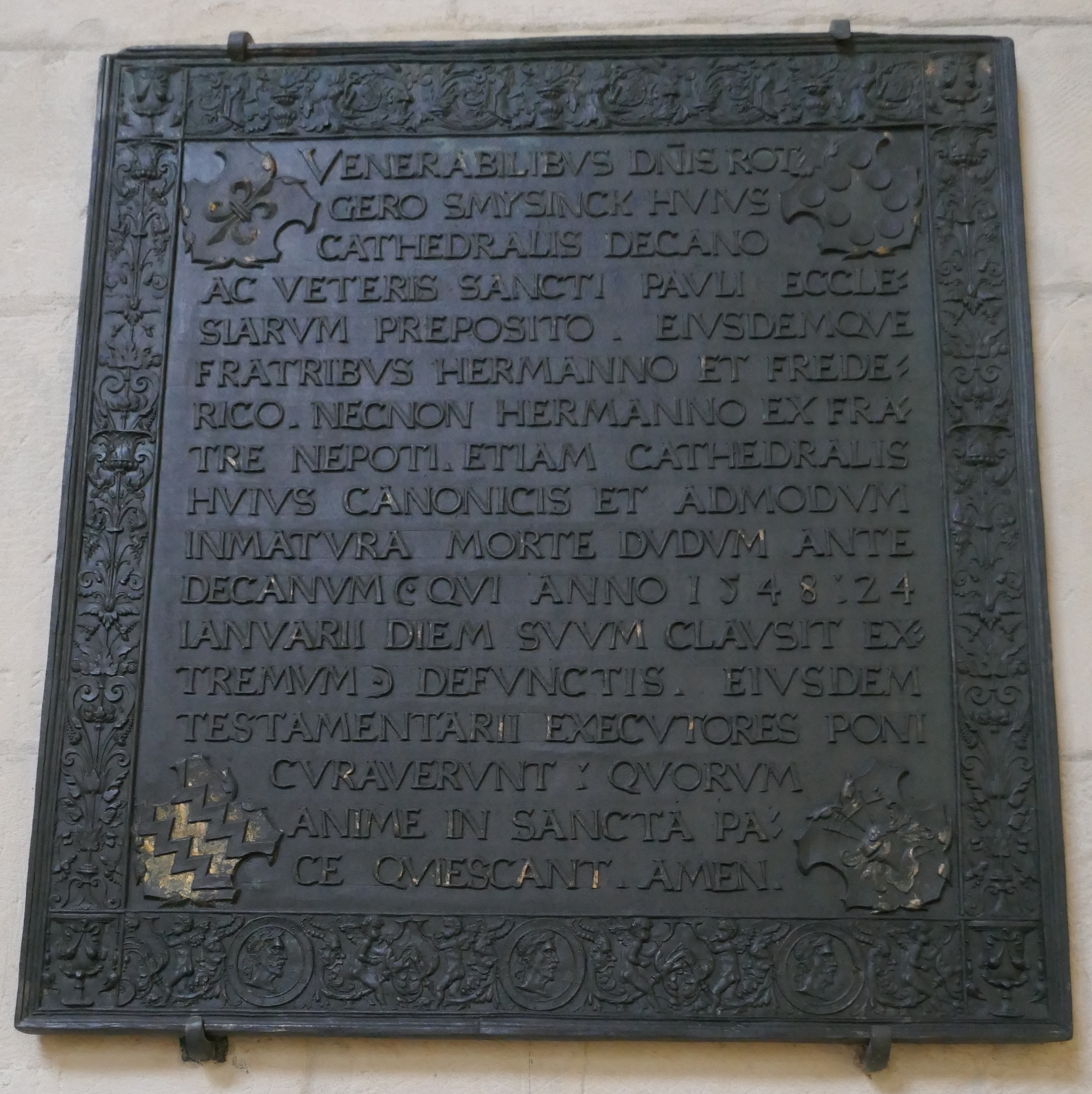
Epitaph im Dom zu Münster

Rotger Korff gen. Schmising (* um 1495; † 23. Januar 1548) war Domdechant, Domscholaster und Domherr in Münster.

## Leben

### Herkunft und Familie
Rotger Korff genannt Schmising entstammte dem westfälischen Adelsgeschlecht Korff, dessen Familienzweige zu den ältesten landsässigen Adelsfamilien des Münsterlandes gehören. Zahlreiche namhafte Persönlichkeiten sind daraus hervorgegangen. Er war der Sohn des Johann Korff gen. Schmising zu Harkotten (1435–1520) und dessen Gemahlin Anna Stael zu Loburg (1458–1506). Seine Schwester Agnes war mit Goswin von Raesfeld verheiratet, Leneke heiratete Heinrich von Langen. Sein Bruder Heinrich ging mit Elisabeth von Hoberg die Ehe ein.

### Wirken
1512 immatrikulierte Rotger an der Universität Köln und studierte Rechtswissenschaften. Im Jahre 1517 erhielt er als Domherr durch die Domkellnerei eine Studienbeihilfe.
In den Jahren 1525 und 1526 kam es zu Streitigkeiten zwischen ihm und dem Kapitel des Alten Doms in Münster. Reiner von Velen, sein Vorgänger im Amt, wollte Rotger ohne Zustimmung des Kapitels zu seinem Koadjutor bestellen. Die Meinungsverschiedenheiten wurden gütlich beigelegt. Am 25. Juni 1526 wählte ihn das Kapitel zum Propst. Seinen Amtseid leistete er am 3. Juli 1526 und wurde noch im selben Jahr durch den Bischof Friedrich konfirmiert. Am 13. Februar 1531 wurde er zum Domscholaster gewählt. Damit war er Leiter der Domschule. Am 26. Dezember 1532 gelang ihm die Flucht vor den Wiedertäufern, während er zusammen mit dem Domkapitel in Telgte weilte. Am 18. Mai 1537 wurde er zum Domdechanten gewählt. In dieser Funktion oblag ihm die Vertretung des Domkapitels nach innen. Die bischöfliche Bestätigung folgte kurz darauf. Am 24. November 1537 gehörte er zu den Abgeordneten des Landtags des Hochstifts Münster. Rotger galt als gelehrt und verfügte über eine große Erfahrung. Immer wieder hatte er die Absicht geäußert, von seinem Amt zurückzutreten, denn die mangelhafte Einhaltung der Residenzpflicht durch die Domherren erschwerte seine Arbeit zusätzlich. Sein Nachfolger im Amt wurde Georg von Hatzfeld.